# Nationalliberalismus
Nationalliberalismus oder auch Rechtsliberalismus genannt bezeichnet eine politische Haltung, die sich im 19. Jahrhundert im Streben nach individueller Freiheit (Liberalismus) und nationaler Souveränität (Nationalismus) bildete. Im Gegensatz zum Sozialliberalismus bildet der Nationalliberalismus den eher konservativen Flügel des liberalen Milieus. Er erlangte insbesondere in Deutschland politische Bedeutung, weil die anderen europäischen Staaten mit größeren liberalen Parteien ihre Nationenbildung bereits abgeschlossen hatten, während die Deutsche Frage bis weit ins 20. Jahrhundert hinein offenblieb.

## Geschichte

### Deutschland

#### Ursprung

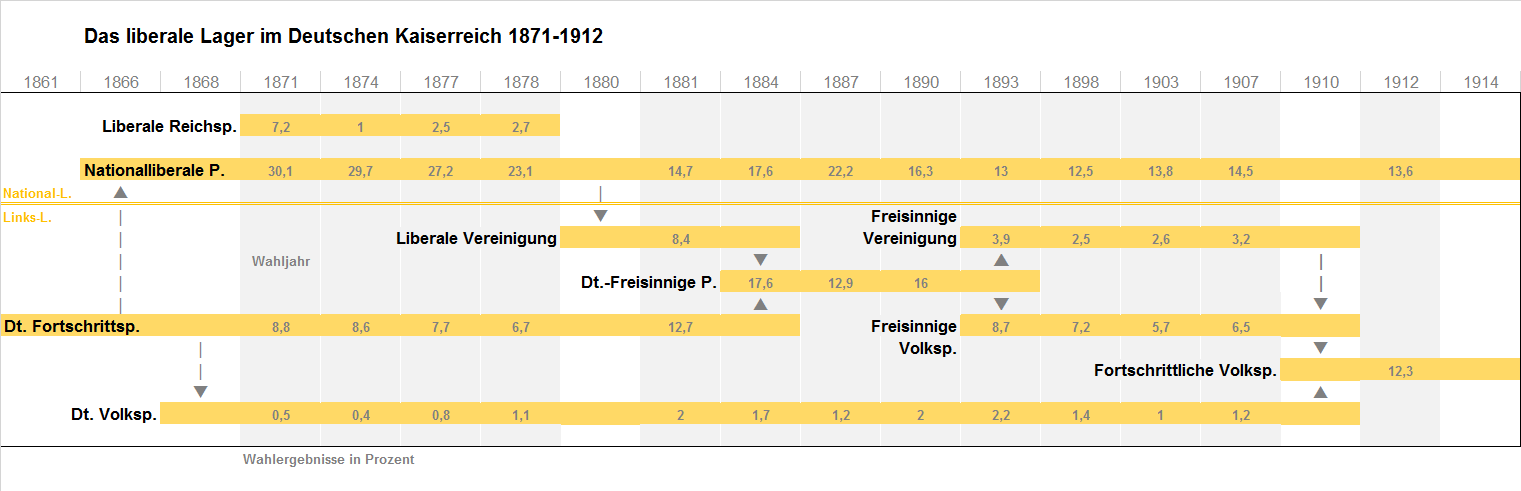
Wahlergebnisse liberaler Parteien im Deutschen Kaiserreich 1871–1912

Der politische Ursprung des deutschen Nationalliberalismus geht auf die Folgen der Französischen Revolution zurück. In Frankreich entwickelten die Bürger ein Zusammengehörigkeitsgefühl, das unabhängig von ihrer Konfession, ständischen und sozialen Zugehörigkeit war. Ihre nationale Identität lag in der Volkssouveränität begründet, das heißt einer politischen Selbstbestimmung des Staatsvolkes. Die Franzosen empfanden sich also nicht mehr als passive Untertanen eines Königreiches, sondern als mündige Bürger einer Nation mit der Losung Freiheit, Gleichheit, Brüderlichkeit. Diese Ideale ließen auch in den deutschen Staaten eine nicht zu trennende Verbindung zwischen der Strömung des Liberalismus und des Nationalismus entstehen.
Zugleich nahm die deutsche Bevölkerung aber auch die sich besonders unter Napoleon verschärfende aggressive und imperiale Ausprägung des französischen Nationalismus wahr. Die vielfältigen Belastungen, etwa Soldateneinquartierungen und Kontributionen, ließen die französische Besetzung deutscher Länder als „Fremdherrschaft“ erscheinen. Während der sogenannten Befreiungskriege hoffte das Volk, als Gegenleistung für seinen Waffengang gegen Napoleon einen freiheitlichen, geeinten deutschen Nationalstaat zu erhalten. Diese Erwartungen zerschlugen sich jedoch während des Wiener Kongresses, der mit dem Deutschen Bund lediglich einen losen Zusammenschluss deutscher Einzelstaaten schuf. Dem Deutschen Bund fehlten eine gemeinsame Rechtsprechung, Verwaltung, Gesetzgebung und Heerorganisation.
Gleichzeitig beherrschte die Forderung nach der Gewährung von Bürgerrechten die politische Debatte. Die von der Französischen Revolution beeinflussten, Anfang des 19. Jahrhunderts in einigen deutschen Staaten eingeführten Bürgerrechte waren in den Jahren zwischen 1819 und 1830 durch die Karlsbader Beschlüsse und weitere restaurative Maßnahmen beschnitten worden. 
Die Forderungen nach Bürgerrechten und einem deutschen Nationalstaat wurden von oppositionellen Politikern in ganz Deutschland parallel vertreten und verbanden sich im Kampf gegen die antiliberalen Fürsten der deutschen Staaten miteinander. Frühe Höhepunkte dieser politischen Strömung waren beispielsweise das von Burschenschaften veranstaltete Wartburgfest 1817 und das Hambacher Fest 1832. Gleichzeitig drückte sich die Begeisterung für Nationalbewegungen anderer Länder in Polenschwärmerei und Philhellenismus aus.

#### Ab der Deutschen Revolution 1848/1849
Im Zuge der Revolution von 1848/1849 machten sich die bürgerlich-liberalen Kräfte zusammen mit der radikaldemokratischen Bewegung in der Frankfurter Nationalversammlung an die Umsetzung der beiden Forderungen, scheiterten jedoch letztlich an der gleichzeitigen Umsetzung eines zu definierenden deutschen Nationalstaats und bürgerlicher Freiheiten vor allem an preußischem Widerstand. Gleichzeitig verfolgte Preußen mit der Erfurter Union eine konservativere Variante des deutschen Nationalstaats. Führende Vertreter der rechtsliberalen Casino-Fraktion trafen sich Ende Juni 1849 im Gothaer Nachparlament, um über die vorgestellte Unionsverfassung zu beraten. Eine Mehrheit sprach sich dafür aus, trotz Bedenken der Nationalstaatsgründung noch eine Chance zu geben. Diese Gothaer stellten dann im Erfurter Unionsparlament 1850 die Bahnhofspartei. Das Scheitern der Union bedeutete auch einen erheblichen Ansehensverlust der Liberalen.
Nachdem Preußen 1866 im Preußisch-Österreichischen Krieg die Hegemonie über Deutschland errungen hatte, gründete sich 1867 im Norddeutschen Bund die Nationalliberale Partei. Diese Abspaltung von der Fortschrittspartei sah den Verfassungskonflikt als beendet an und wollte mit Otto von Bismarck zusammenarbeiten. Im Reichstag des Norddeutschen Bundes und dann des Kaiserreichs fanden Bismarck und Nationalliberale echte Kompromisse in der Innen- und Justizpolitik, die Deutschland erheblich modernisierten und vereinheitlichten. Diese Periode dauerte etwa ein Jahrzehnt, bis zum Bruch von 1878, als Bismarck durch Einführung protektionistischer Maßnahmen wie der Schutzzollpolitik eine konservative Wende einläutete, die teilweise als „Innere Reichsgründung“ bezeichnet wird. Über die Frage, wie weit man Bismarck jeweils entgegenkommen konnte, spalteten sich Teile der Nationalliberalen von der Fraktion ab. Seit 1890 verloren die Nationalliberalen Stimmen; sie erreichten bei den folgenden Reichstagswahlen etwa 13 bis 15 % und waren nicht mehr die dominante Partei.
Nach dem Zusammenbruch des deutschen Kaiserreiches schlossen sich 1918 die Mehrheit der Nationalliberalen unter Gustav Stresemann sowie der rechte Flügel der früheren Fortschrittlichen Volkspartei im Dezember 1918 zur Deutschen Volkspartei (DVP) zusammen. Gegen Stresemanns pro-republikanischen Kurs bildete sich 1924 die kurzlebige Nationalliberale Reichspartei. 1933 war mit dem Ende der DVP jedoch die parteibildende Kraft des Nationalliberalismus aufgezehrt.

#### Nach dem Zweiten Weltkrieg
Innerhalb der FDP gab es vor allem bis in die 50er Jahre teils konservative, teils reaktionäre nationalliberale Bestrebungen, die insbesondere in einzelnen Landesverbänden stark waren. So stimmte sie im Bundestag gegen das von CDU und SPD Ende 1950 eingebrachte Entnazifizierungsverfahren. Auf ihrem Bundesparteitag 1951 in München verlangte sie die Freilassung aller „so genannten Kriegsverbrecher“ und begrüßte die Gründung des Verbands Deutscher Soldaten aus ehemaligen Wehrmachts- und SS-Angehörigen, um die Integration der nationalistischen Kräfte in die Demokratie voranzubringen. Die nach Werner Naumann benannte Naumann-Affäre (1953) kennzeichnet den Versuch alter Nationalsozialisten, die Partei zu unterwandern, die in Hessen, Nordrhein-Westfalen und Niedersachsen viele rechtskonservative und nationalistische Mitglieder hatte. Nachdem die britischen Besatzungsbehörden sieben prominente Vertreter des Naumann-Kreises verhaftet hatten, setzte der FDP-Bundesvorstand eine Untersuchungskommission unter dem Vorsitz von Thomas Dehler ein, die insbesondere die Zustände in der nordrhein-westfälischen FDP rügte. In den folgenden Jahren verlor der rechte Flügel an Kraft, die extreme Rechte suchte sich zunehmend Betätigungsfelder außerhalb der FDP. Seit Mitte der 1960er Jahre definierte sich die FDP unter Walter Scheel und Hans-Dietrich Genscher als Partei der Mitte bzw. mit den Freiburger Thesen als linksliberale Partei. Der Großteil der noch verbliebenen Nationalliberalen – um Erich Mende und Siegfried Zoglmann – verließ die Partei zwischen 1969 und 1972 aus Protest gegen die Neue Ostpolitik und gründete die kurzlebige Kleinpartei Nationalliberale Aktion (NLA). Während Mende und Heinz Starke bald zur CDU/CSU übertraten, versuchte Zoglmann noch bis 1974 mit der Deutschen Union einen eigenen Weg und schloss sich erst dann der CSU an.
Auch später gab es immer wieder Versuche, die nationalliberale Tradition in der FDP wiederzubeleben, so gründete Alexander von Stahl gemeinsam mit Hermann Oxfort 1979 die Liberale Gesellschaft, die sich eine rechtsliberale Erneuerung zum Ziel setzte. Mit Achim Rohde und Heiner Kappel gründete er 1995 die Liberale Offensive in der FDP. 2009 wurde ein Stresemann Club als national- und rechtsliberales Netzwerk innerhalb der FDP ins Leben gerufen, der aber mittlerweile nicht mehr existiert. So trat der ehemalige Vorsitzende Sven Tritschler inzwischen der AfD bei. Verschiedene Medien und politische Beobachter attestieren einzelnen FDP-Politiker auch heute noch nationalliberale bzw. rechtsliberale Ansichten. Bis heute gebe es nationalliberale Strömungen in der FDP.
Nach dem Zweiten Weltkrieg traten ehemalige Politiker der nationalliberalen DVP in die CDU ein bzw. beteiligten sich an deren Gründung, so zum Beispiel der erste Bundestagspräsident Erich Köhler, der Hamburger Erste Bürgermeister Kurt Sieveking und die spätere Bundesgesundheitsministerin Elisabeth Schwarzhaupt.
Die 2013 gegründete Alternative für Deutschland, die sich programmatisch rechts von CDU/CSU und FDP positioniert und auch ehemalige FDP-Wähler an sich binden konnte, wurde in ihrer frühen Phase auch als „nationalliberal“ charakterisiert. Bereits 2014 begann jedoch aus Sicht einiger Beobachter ein „Exodus“ der Nationalliberalen aus der AfD, während sich ein völkisch-nationalistischer und rechtsextremer Parteiflügel formierte. Als Wendepunkt der AfD von Wirtschafts- und Nationalliberalismus zu Nationalkonservatismus und völkischem Nationalismus gilt die Abwahl Bernd Luckes als Parteivorsitzender im Juli 2015. Andererseits vertritt die amtierende Co-Vorsitzende Alice Weidel weiterhin eine dezidiert nationalliberale Haltung.

### Österreich
Anders als in Deutschland entwickelten sich im kaiserlichen Österreich nur spärlich liberale Parteien, einzig die Deutschliberale Partei konnte sich Mitte des 19. Jahrhunderts als nationalliberale Kraft etablieren. Der andauernde Kampf gegen den Katholizismus und die slawischen Bevölkerungsgruppen, sowie der Gründerkrach führten zum Niedergang der Partei, die sich schließlich in mehrere deutschfreiheitliche und deutschnationale Parteien und Gruppierungen aufsplitterte. In der 1. Republik spielte dann der Liberalismus nur mehr eine Nebenrolle und wurde zwischen den christlichsozialen und sozialdemokratischen Blöcken aufgerieben. 
Derzeit bezeichnet sich die FPÖ als nationalliberale Partei in der Tradition des dritten Lagers; sie wird von der Wissenschaft jedoch mehrheitlich als rechtspopulistisch eingestuft.

### Dänemark
Der Nationalliberalismus hatte in Dänemark in den 1830er Jahren seinen Durchbruch. Innerhalb weniger Jahre war in Dänemark eine nationalliberale Bewegung entstanden, die die Gesellschaft verändern wollte. Die Nationalliberalen führten 1849 unter der Führung von D. G. Monrad die Juniverfassung ein, die die Demokratie im Staat Dänemark sicherstellte.
Der nationalistische Aspekt führte dazu, dass Staat und Nation das gleiche Ausmaß hatten. In einem dänischen Kontext bedeutete dies, dass der dänische Staat jeden mit dänischer Nationalität (d. h. die Menschen, die Dänisch sprachen) einschließen sollte.
Der liberale Aspekt umfasste unter anderem die Forderung nach einer freien Verfassung. Eine demokratisch gewählte Versammlung sollte die Staatspolitik beeinflussen, und die Macht des Königs sollte erheblich beschnitten werden. Die wirtschaftliche Seite des Liberalismus wurde auch durch das Gesetz über die Gewerbefreiheit von 1857 zum Ausdruck gebracht, das zur Abschaffung der letzten feudalen Monopole beitrug. Der Handel sollte frei und vorzugsweise ohne staatliche Einmischung sein.

### Slowakei
In der Slowakei gilt die Partei Sloboda a Solidarita, welche sowohl EU-kritische als auch liberale Positionen vertritt, als Vertreterin des Nationalliberalismus.

### Niederlande
In den Niederlanden existiert die rechtsliberale Volkspartij voor Vrijheid en Democratie (VVD), die mit Mark Rutte von Oktober 2010 bis Juli 2024 den Ministerpräsidenten des Landes stellte.

## Prominente Vertreter
Zu den führenden Vertreter des Nationalliberalismus zählen Hans Victor von Unruh, Karl Twesten, Ludwig Bamberger, Rudolf von Bennigsen, Eduard Lasker, Johannes von Miquel, Arthur Johnson Hobrecht, Friedrich Hammacher im 19. Jahrhundert sowie Ernst Bassermann, Robert Friedberg, Gustav Stresemann, Otto Hugo, Ernst Scholz, Eduard Dingeldey, Franz Blücher, Hermann Schäfer, Max Becker, August-Martin Euler, Erich Mende, Knut von Kühlmann-Stumm, Hermann Oxfort und Alexander von Stahl oder auch Rudolf Augstein im 20. Jahrhundert und Thomas Kemmerich im 21. Jahrhundert.